# Monneville
Monneville est une commune française située dans le département de l'Oise en région Hauts-de-France.

## Géographie

### Localisation

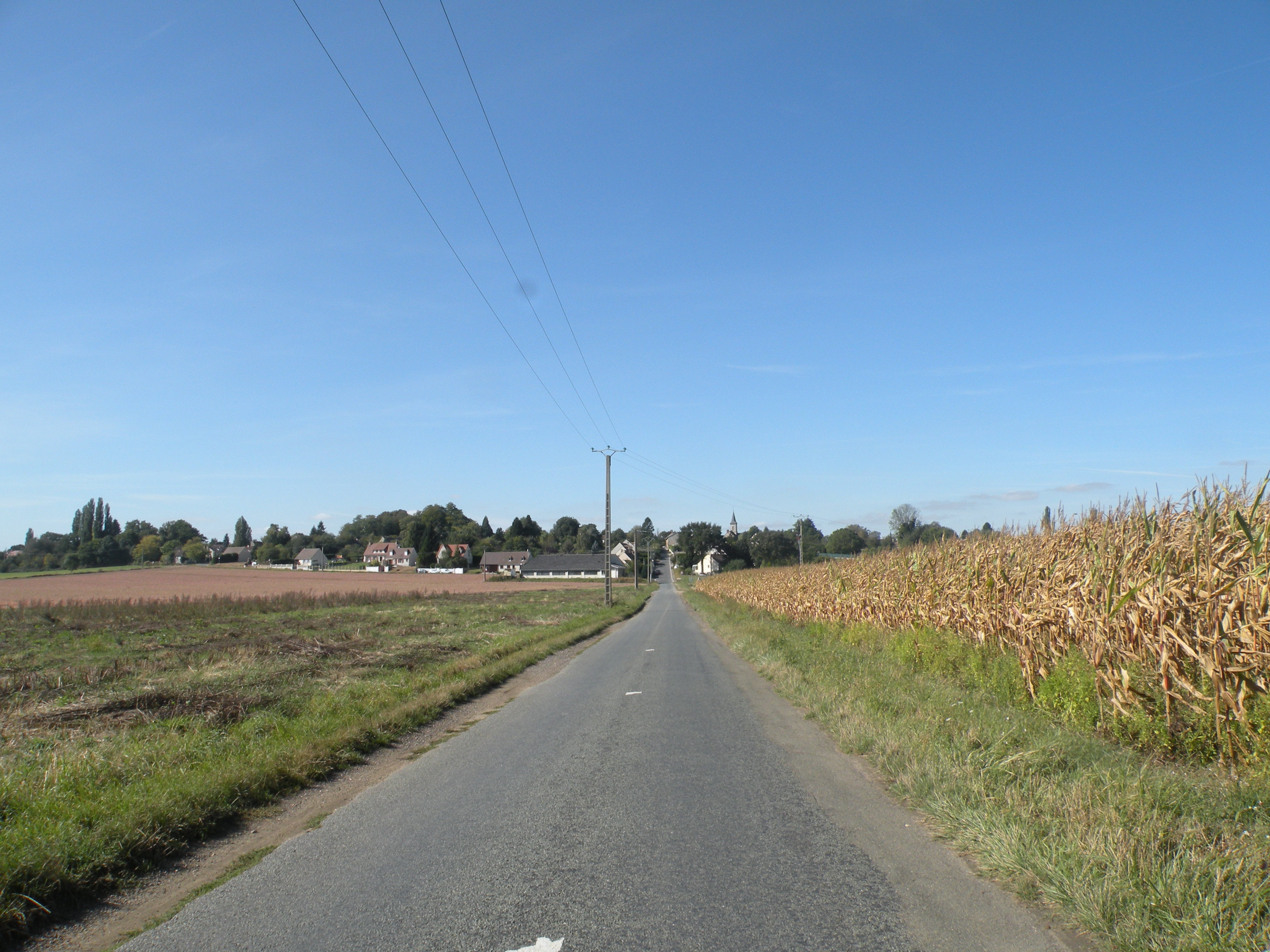
Paysage de la commune.

Monneville est un village périurbain du Vexin français situé à vol d'oiseau à 10 km au sud-est de Chaumont-en-Vexin et 16 km de Gisors, 26 km au sud de Beauvais, 12 km à l'ouest de Méru, 19 km au nord-est de Pontoise et 15 km au nord-est de Magny-en-Vexin.
La commune se trouve dans l'aire d'attraction de Paris, dans la zone d'emploi dfe Beauvais et dans le bassin de vie de Marines.

### Communes limitrophes
Les communes limitrophes sont  Chavençon, Fleury, Fresne-Léguillon, Ivry-le-Temple, Lavilletertre, Monts, Neuville-Bosc et Tourly.
|               | Fleury     | Fresne-Léguillon Ivry-le-Temple |
| Tourly        | Monneville | Monts                           |
| Lavilletertre | Chavençon  | Neuville-Bosc                   |

### Géologie et relief
La superficie de la commune est de 9,19 km2 ; son altitude varie de 69  à   154 mètres.
En 1859, Jean-Baptiste Frion indiquait que le territoire communal « s'étend principalement sur le plateau de calcaire grossier au sud-est, et il est traversé par la Troëne à la naissance de la saillie ou bande qui s'allonge au nord dans la vallée ».

### Hydrographie

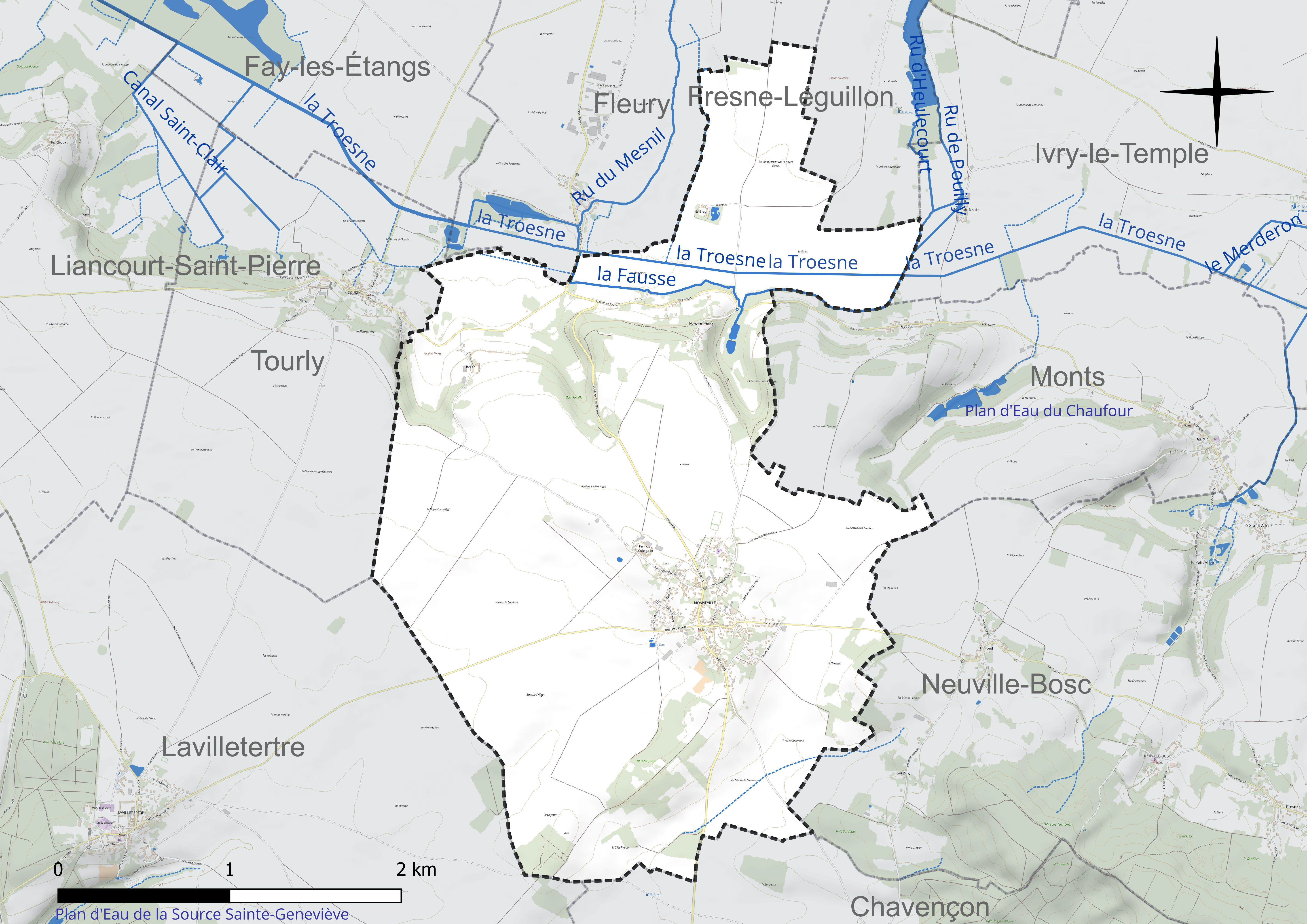
Réseau hydrographique de Monneville.

La commune est située dans le bassin Seine-Normandie. Elle est drainée par la Troesne, le ru de Pouilly et la Fausse,,.
La Troesne, d'une longueur de 27 km, prend sa source dans la commune de Hénonville et se jette  dans l'Epte à Gisors, après avoir traversé douze communes.

### Climat
Pour des articles plus généraux, voir Climat des Hauts-de-France et Climat de l'Oise.
En 2010, le climat de la commune est de type climat océanique dégradé des plaines du Centre et du Nord, selon une étude du CNRS s'appuyant sur une série de données couvrant la période 1971-2000. En 2020, Météo-France publie une typologie des climats de la France métropolitaine dans laquelle la commune est exposée à un climat océanique et est dans la région climatique  Sud-ouest du bassin Parisien, caractérisée par une faible pluviométrie, notamment au printemps (120 à 150 mm) et un hiver froid (3,5 °C).
Pour la période 1971-2000, la température annuelle moyenne est de 10,5 °C, avec une amplitude thermique annuelle de 14,7 °C. Le cumul annuel moyen de précipitations est de 747 mm, avec 10,7 jours de précipitations en janvier et 7,9 jours en juillet. Pour la période 1991-2020, la température moyenne annuelle observée sur la station météorologique la plus proche, située sur la commune de Jaméricourt à 13 km à vol d'oiseau, est de 11,0 °C et le cumul annuel moyen de précipitations est de 695,7 mm,. Pour l'avenir, les paramètres climatiques de la commune estimés pour 2050 selon différents scénarios d'émission de gaz à effet de serre sont consultables sur un site dédié publié par Météo-France en novembre 2022.

## Urbanisme

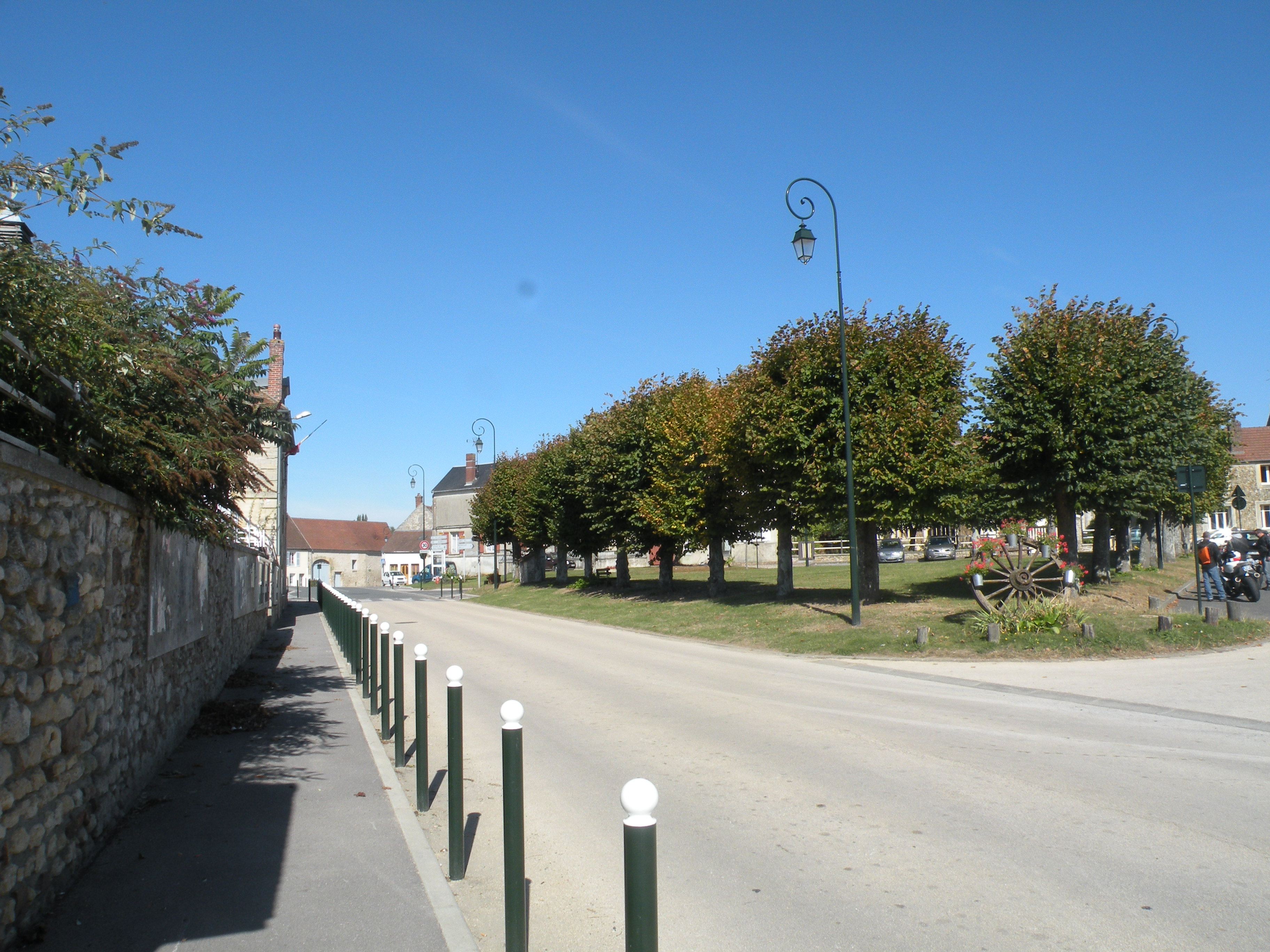
La place.

### Typologie
Au 1er janvier 2024, Monneville est catégorisée bourg rural, selon la nouvelle grille communale de densité à sept niveaux définie par l'Insee en 2022.
Elle est située hors unité urbaine. Par ailleurs la commune fait partie de l'aire d'attraction de Paris, dont elle est une commune de la couronne,.

### Occupation des sols

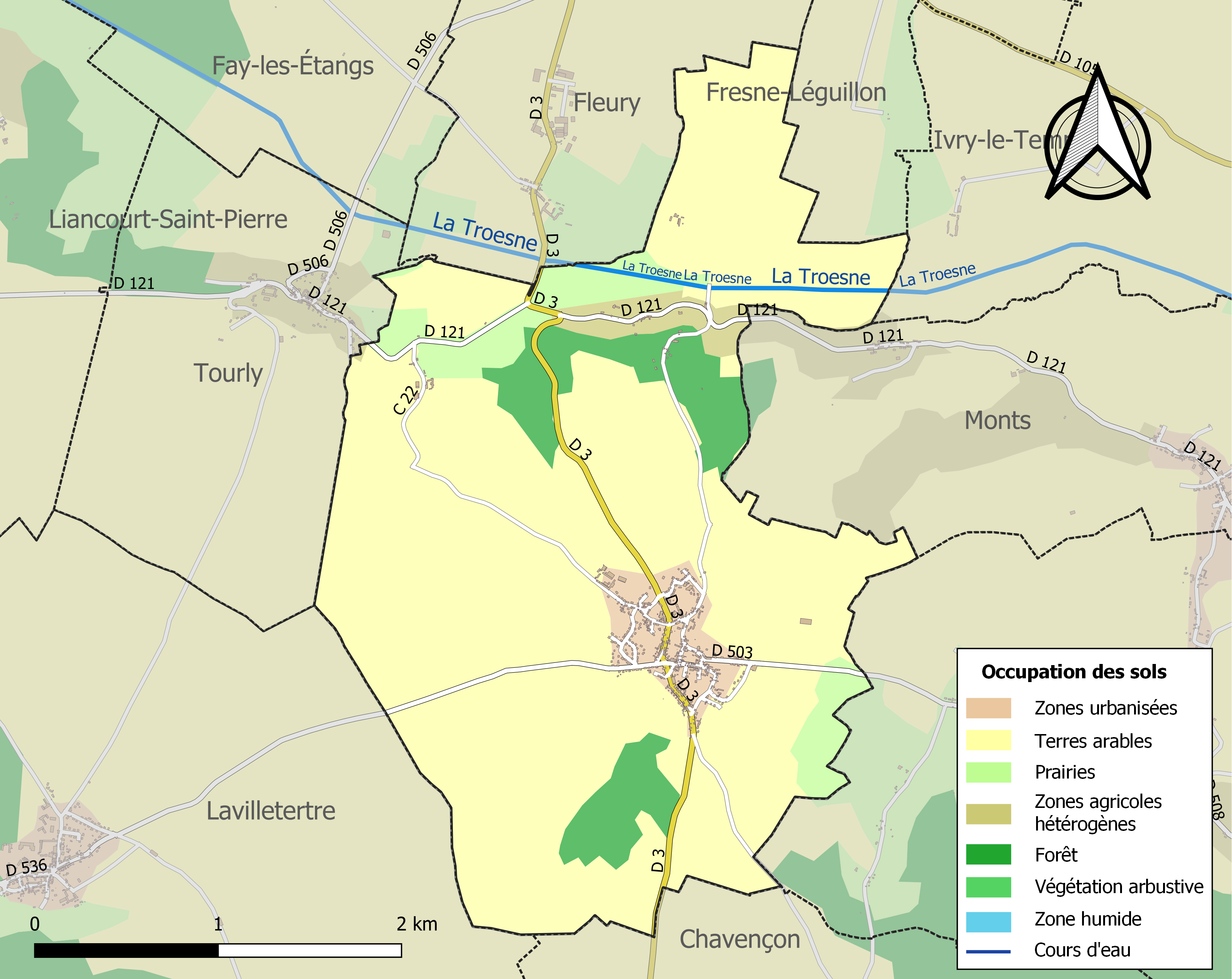
Carte des infrastructures et de l'occupation des sols de la commune en 2018 (CLC).

L'occupation des sols de la commune, telle qu'elle ressort de la base de données européenne d'occupation biophysique des sols Corine Land Cover (CLC), est marquée par l'importance des territoires agricoles (87,6 % en 2018), une proportion sensiblement équivalente à celle de 1990 (88,2 %).
La répartition détaillée en 2018 est la suivante : terres arables (78,8 %), forêts (8,2 %), prairies (6,4 %), zones urbanisées (4,2 %), zones agricoles hétérogènes (2,4 %).
L'évolution de l'occupation des sols de la commune et de ses infrastructures peut être observée sur les différentes représentations cartographiques du territoire : la carte de Cassini (XVIIIe siècle), la carte d'état-major (1820-1866) et les cartes ou photos aériennes de l'IGN pour la période actuelle (1950 à aujourd'hui).

### Morphologie urbaine
En 1859, Monneville est décrit comme ayant 131 maisons prenant « de l'extension ; ses nouvelles habitations sont construites en pierres et
moellons ; il est bien assis, a plusieurs places publiques, possède le presbytère; la maison d'école qui comprend la salle de la mairie, et une vaste chapelle sous le titre de saint Laurent », alors que Marquemont ne comprenait alors que 15 maisons

### Habitat et logement
En 2021, le nombre total de logements dans la commune était de 328, alors qu'il était de 316 en 2016 et de 307 en 2011.
Parmi ces logements, 92,3 % étaient des résidences principales, 3,5 % des résidences secondaires et 4,2 % des logements vacants. Ces logements étaient pour 92,1 % d'entre eux des maisons individuelles et pour 7,6 % des appartements.
Le tableau ci-dessous présente la typologie des logements à Monneville en 2021 en comparaison avec celle de l'Oise et de la France entière. Une caractéristique marquante du parc de logements est ainsi une proportion de résidences secondaires et logements occasionnels (3,5 %) supérieure à celle du département (2,4 %) mais inférieure à celle de la France entière (9,7 %).
| Typologie                                               | Monneville | Oise | France entière |
| ------------------------------------------------------- | ---------- | ---- | -------------- |
| Résidences principales (en %)                           | 92,3       | 90,5 | 82,2           |
| Résidences secondaires et logements occasionnels (en %) | 3,5        | 2,4  | 9,7            |
| Logements vacants (en %)                                | 4,2        | 7    | 8,1            |

### Voies de communication et transports
La commune est desservie, en 2023, par les lignes 6106 et 6136 du réseau interurbain de l'Oise.

## Toponymie
En 1860, la commune de Marquemont, instituée par la Révolution française voit son chef-lieu transféré à Monneville et prend le nom de ce qui était jusqu'alors son hameau. Marquemont est, aujourd'hui, un hameau de Monneville.
Le nom de la localité est mentionné sous la forme Mediana villa en 1060, de l'adjectif de la langue d'oïl moyenne et ville « village », le « domaine du milieu » (du plateau sur lequel est située cette commune).

## Histoire

### Moyen Âge
La seigneurie de Monneville est mentionnée dès le XIe siècle
.
En 1289, Jean de Monneville, un prêtre, seigneur du lieu reçoit l’autorisation de l’archevêque de Rouen de fonder une chapelle, qui est dédiée à saint Laurent, et qui subsiste jusqu’en 1824.

### Époque contemporaine
En 1827, de grandes carrières et deux moulins à eau sont exploitées dans la commune.
Le hameau de Monneville, situé sur la route de Beauvais à Pontoise, se développe progressivement, supplantant le village ancien de Marquemont, difficile d'accès et qui ne comptait plus qu’une quinzaine de maisons habitées au milieu du XIXe siècle. Le chef lieu de la commune est donc transféré à Monneville en 1860. A cette époque, on compte plusieurs carrières dans la commune, dont certaines abandonnées, deux moulins à eau, l'un dit de Touvoye, et l'autre dit de Marquemont. Les habitants vivent alors de l'agriculture.

## Politique et administration

### Rattachements administratifs et électoraux

#### Rattachements administratifs
La commune se trouve dans l'arrondissement de Beauvais du département de l'Oise.
Elle faisait partie depuis 1801 du canton de Chaumont-en-Vexin. Dans le cadre du redécoupage cantonal de 2014 en France, cette circonscription administrative territoriale a disparu, et le canton n'est plus qu'une circonscription électorale.

#### Rattachements électoraux
Pour les élections départementales, la commune fait partie depuis 2014 d'un nouveau canton de Chaumont-en-Vexin porté de 37 à 73 communes.
Pour l'élection des députés, elle fait partie de la deuxième circonscription de l'Oise.

### Intercommunalité
Monneville est membre de la communauté de communes du Vexin-Thelle, un établissement public de coopération intercommunale (EPCI) à fiscalité propre créé en 2000 et auquel la commune a transféré un certain nombre de ses compétences, dans les conditions déterminées par le code général des collectivités territoriales.

### Liste des maires
| Période                                  | Période                        | Identité         | Étiquette | Qualité                                                                                  |
| ---------------------------------------- | ------------------------------ | ---------------- | --------- | ---------------------------------------------------------------------------------------- |
| Les données manquantes sont à compléter. |                                |                  |           |                                                                                          |
|                                          |                                |                  |           |                                                                                          |
| 1989                                     | août 2003                      | Philippe Lefèvre |           | Agriculteur retraité Président du syndicat de l'eau de Fresne-Léguillon Mort en fonction |
| 2003                                     | mai 2010                       | Jacky Nourtier   |           | Démissionnaire                                                                           |
| juin 2010                                | mai 2020                       | Maria Lefèvre    |           | Agricultrice retraitée                                                                   |
| mai 2020                                 | En cours (au 30 novembre 2023) | Wiliam Blanchet  |           | Policier ou militaire                                                                    |

## Équipements et services publics

### Enseignement
Les enfants de la commune sont scolarisés avec ceux de Lavilletertre et de Chavençon, ainsi que depuis depuis 2019, ceux de Tourly dans le cadre du regroupement pédagogique intercommunal de la Pierre Frite. Les classes maternelles et CP sont dans l'école de Monneville, les CE1 à CM2 sont à Lavilletertre. La cantine est à Monneville.

## Population et société

### Démographie

#### Évolution démographique
L'évolution du nombre d'habitants est connue à travers les recensements de la population effectués dans la commune depuis 1793. Pour les communes de moins de 10 000 habitants, une enquête de recensement portant sur toute la population est réalisée tous les cinq ans, les populations de référence des années intermédiaires étant quant à elles estimées par interpolation ou extrapolation. Pour la commune, le premier recensement exhaustif entrant dans le cadre du nouveau dispositif a été réalisé en 2006.

En 2022, la commune comptait 769 habitants, en évolution de −6,56 % par rapport à 2016 (Oise : +0,87 %, France hors Mayotte : +2,11 %).
| 1793 | 1800 | 1806 | 1821 | 1831 | 1836 | 1841 | 1846 | 1851 |
| ---- | ---- | ---- | ---- | ---- | ---- | ---- | ---- | ---- |
| 526  | 491  | 504  | 430  | 481  | 453  | 455  | 448  | 438  |

| 1856 | 1861 | 1866 | 1872 | 1876 | 1881 | 1886 | 1891 | 1896 |
| ---- | ---- | ---- | ---- | ---- | ---- | ---- | ---- | ---- |
| 464  | 481  | 434  | 445  | 457  | 428  | 423  | 399  | 367  |

| 1901 | 1906 | 1911 | 1921 | 1926 | 1931 | 1936 | 1946 | 1954 |
| ---- | ---- | ---- | ---- | ---- | ---- | ---- | ---- | ---- |
| 387  | 404  | 371  | 341  | 363  | 326  | 298  | 273  | 323  |

| 1962 | 1968 | 1975 | 1982 | 1990 | 1999 | 2006 | 2011 | 2016 |
| ---- | ---- | ---- | ---- | ---- | ---- | ---- | ---- | ---- |
| 281  | 286  | 451  | 501  | 546  | 740  | 822  | 830  | 823  |

| 2021 | 2022 | - | - | - | - | - | - | - |
| ---- | ---- | - | - | - | - | - | - | - |
| 771  | 769  | - | - | - | - | - | - | - |

#### Pyramide des âges
La population de la commune est relativement jeune.
En 2018, le taux de personnes d'un âge inférieur à 30 ans s'élève à 36,3 %, soit en dessous de la moyenne départementale (37,3 %). À l'inverse, le taux de personnes d'âge supérieur à 60 ans est de 22,4 % la même année, alors qu'il est de 22,8 % au niveau départemental.
En 2018, la commune comptait 422 hommes pour 398 femmes, soit un taux de 51,46 % d'hommes, largement supérieur au taux départemental (48,89 %).
Les pyramides des âges de la commune et du département s'établissent comme suit.
| Hommes | Classe d’âge | Femmes |
| ------ | ------------ | ------ |
| 2,2    | 90 ou +      | 2,8    |
| 5,3    | 75-89 ans    | 8,7    |
| 12,6   | 60-74 ans    | 13,4   |
| 22,1   | 45-59 ans    | 21,3   |
| 20,2   | 30-44 ans    | 19,1   |
| 14,8   | 15-29 ans    | 14,0   |
| 22,9   | 0-14 ans     | 20,8   |

| Hommes | Classe d’âge | Femmes |
| ------ | ------------ | ------ |
| 0,5    | 90 ou +      | 1,4    |
| 5,5    | 75-89 ans    | 7,6    |
| 15,6   | 60-74 ans    | 16,3   |
| 20,8   | 45-59 ans    | 20     |
| 19,4   | 30-44 ans    | 19,4   |
| 17,6   | 15-29 ans    | 16,2   |
| 20,6   | 0-14 ans     | 19,1   |

## Culture locale et patrimoine

### Lieux et monuments

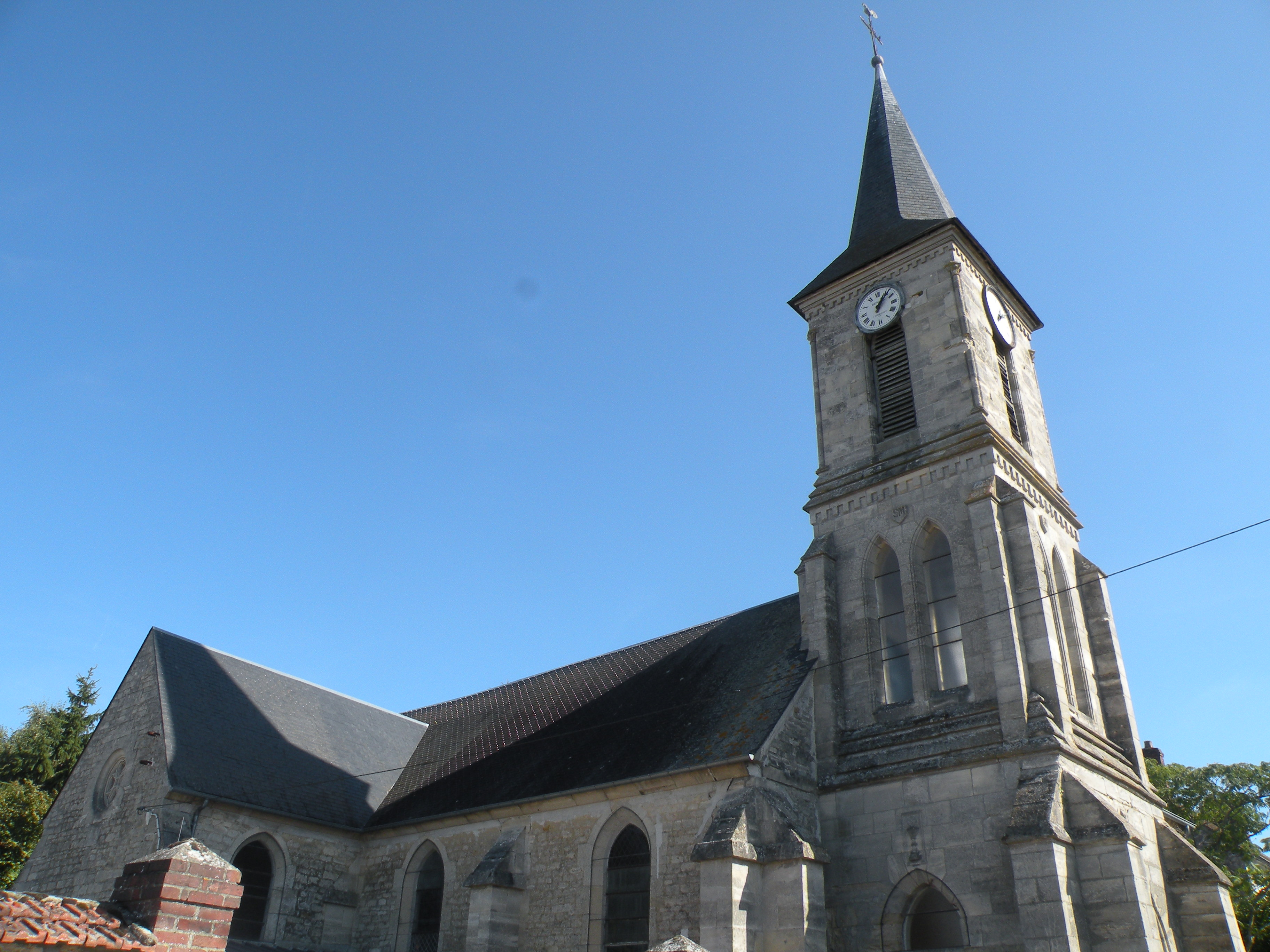
L'église Saint Laurent.

Monneville compte un monument historique sur son territoire : 
- Église Saint-Martin de Marquemont  Classée MH (1934)[32], au hameau du même nom, au sein du cimetière : 
Cette église prieurale fondée par les bénédictins de l'abbaye Saint-Martin de Pontoise en 1099 et désaffectée lors du transfert de la mairie à Monneville en 1860 mais déjà pratiquement hors usage, tombe alors lentement en ruine. 
Grâce à l'engagement d'une association, les réparations les plus urgentes ont pu être effectuées à partir de 1966, et la nef romane a même été en grande partie restaurée[33]. 
L'église est surtout remarquable pour son portail roman du second quart du XIIe siècle, et son chœur gothique bâti vers 1240. D'un style élégant et léger, il rappelle chœur de l'abbatiale Saint-Martin de Pontoise, qui, lui, n'existe plus. Pour l'installation de boiseries au XVIIIe siècle, la travée de l'abside a malheureusement été mutilée. Le haut clocher du XVIe siècle est sans grand intérêt architectural extérieurement, alors que l'intérieur présente toute au moins une disposition originale et inhabituelle pour l'époque[34],[35],[36].

On peut également signaler : 
- Église Saint-Laurent de Monneville, de style néogothique, aménagée à partir d'une simple salle de réunion  érigée en chapelle de secours en 1854 et qui a bénéficié d'un don du Dr Detros, finançant la construction des croisillons en 1861, puis de la comtesse de La Myre, descendante de Louis Robert, seigneur du lieu au début du XVIIIe siècle, permettant la construction du chœur et du clocher porche. Elle devient l'église paroissiale en 1880[37],[19].

- Chapelle Saint-Nicolas du Breuil, qui était la chapelle du manoir du Breuil.
Cette chapelle, reconstruite au début du XVIIe siècle par la famille de Mornay, est de style Renaissance tardive, est constituée d'une nef unique terminée par une abside à trois pans, couverts d’une charpente. La façade, couronnée par un pignon très aigu et percée autrefois d’une rose,comprend un portail enrichi de quatre colonnettes avec chapiteaux supportant une architrave[38]

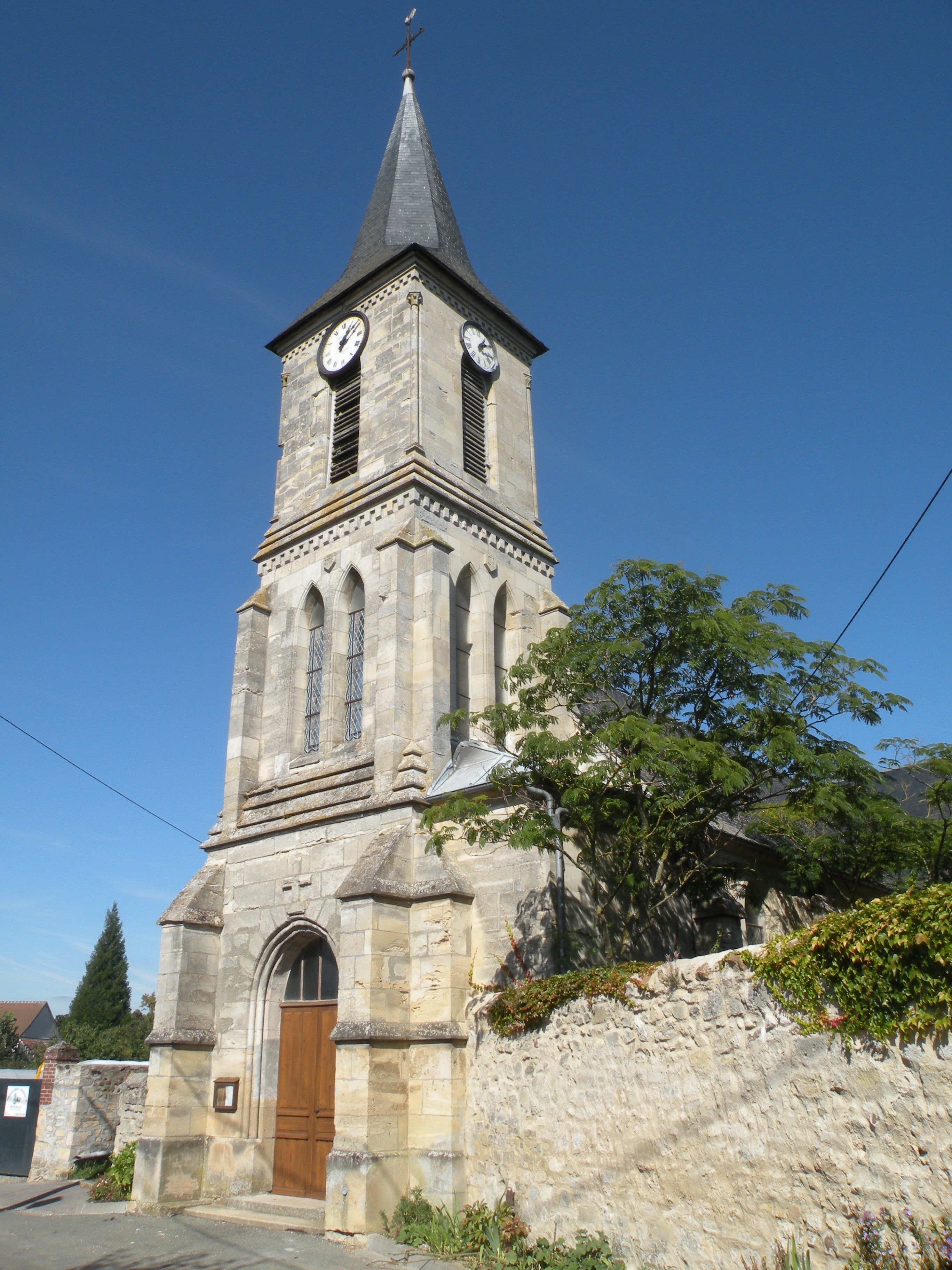
Le clocher de l'église Saint-Laurent...
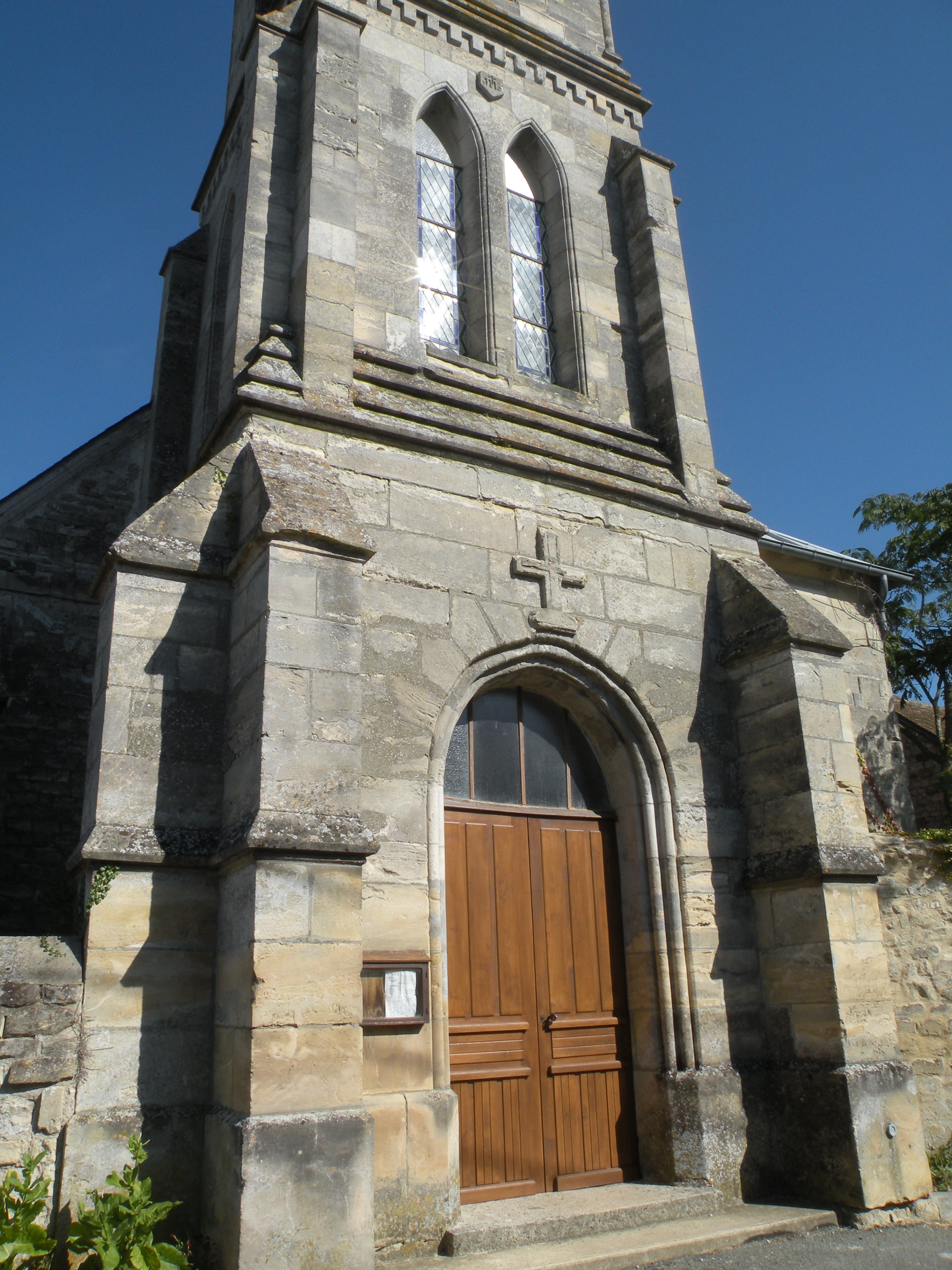
... et son porche.
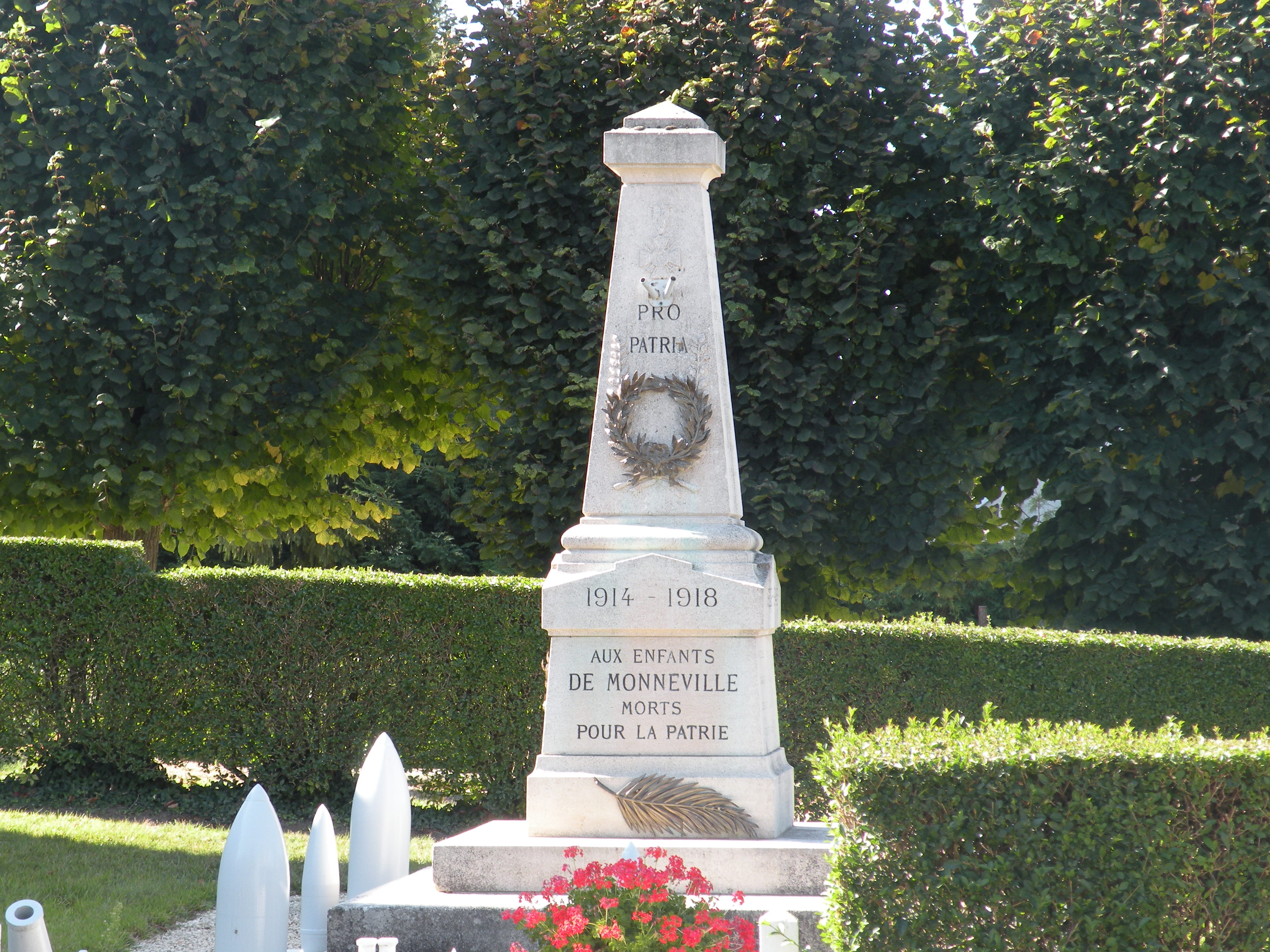
Le monument aux morts.

### Personnalités liées à la commune
- Julien Louis Geoffroy (1743-1814), journaliste et critique dramatique et littéraire français, dont l'engagement royaliste lui valut des difficultés pendant la Terreur. Il se réfugie à Marquemont où il est embauché comme comme maître d'école le 20 floréal an II (9 mai 1794)[2].

## Pour approfondir